# Vincenzo Bertolotto
Vincenzo Bertolotto (Torino, 24 aprile 1912 – Torino, 4 aprile 1992) è stato un rugbista italiano, militante nel rugby a 15 come seconda linea nel GUF Torino e nella Ginnastica Torino e tra i pionieri del rugby a 13 in Italia con la fondazione del Torino XIII.

## Palmarès
- Campionati italiani: 1
Ginnastica Torino: 1946-47